# (134210) 2005 PQ21
(134210) 2005 PQ21, também escrito como (134210) 2005 PQ21, é um corpo menor que está localizado no disco disperso, uma região do Sistema Solar. Este objeto está em uma ressonância orbital de 1:3 com o planeta Netuno. O mesmo possui uma magnitude absoluta de 6,8 e tem cerca de 192 km de diâmetro.

## Descoberta
(134210) 2005 PQ21 foi descoberto no dia 9 de agosto de 2005 através do Observatório de Cerro Tololo.

## Órbita
A órbita de (134210) 2005 PQ21 tem uma excentricidade de 0,389 e possui um semieixo maior de 61,585 UA. O seu periélio leva o mesmo a 37,614 UA do Sol e seu afélio a uma distância de 85,557 UA.